# Rua Sésamo
Rua Sésamo é a versão portuguesa do programa infantil norte-americano Sesame Street. Em Portugal foi exibida pelos canais RTP1 e RTP2 entre os dias 6 de novembro de 1989 a 27 de maio de 1996. No total foram 440 episódios transmitidos, cada um durando 30 minutos. Em Angola foi exibido pela TPA1.

## História
Em 1987, Carlos Pinto Coelho o Diretor de Programas da RTP, Fernando Lopes o Diretor das coproduções e Clara Alvarez a Directora Adjunta da RTP2, começaram as negociações com a Children's Television Workshop - CTW - (atualmente Sesame Workshop) para a adaptação e produção do formato americano criado em 1968, nos Estados Unidos, "Sesame Street" para a RTP. Fernando Lopes encontrou em António Braz Teixeira, Vice-presidente do Conselho de Administração da RTP com o pelouro dos Programas, um parceiro fundamental para o arranque da co-produção da série Rua Sésamo.
Em Junho desse ano a RTP e a CTW organizaram um seminário conjunto com especialistas em várias áreas do desenvolvimento infantil e da televisão para a infância tanto de Portugal como dos países africanos de língua oficial portuguesa. O objetivo desse seminário era a explicação do processo de produção do programa e dos seus objetivos educativos. Participaram nesse evento entre outros Maria Emília Brederode Santos, que viria a ser a Diretora Pedagógica das quatro séries produzidas; Maria do Céu Roldão; Sérgio Niza; António Torrado, que viria a ocupar-se da coordenação dos textos da primeira série; Ana Maria Viera de Almeida; Bártolo Paiva Campos e Manuel Petróneo, que seria o produtor principal da série. Da parte da CTW estavam presentes Luthrelle Horne e David Champtaloup.
Mais tarde um grupo mais restrito delineou as personagens e criou uma orientação para o cenário, um jardim urbano tradicional - o Jardim da Parada em Campo de Ourique foi uma das referências - mas também um sinal de modernidade com as Torres das Amoreiras, então muito polémicas, ao fundo, tendo-se decidido por um bairro típico de Lisboa, com a mercearia, a papelaria e as casas dos moradores. Maria Alberta Menéres batiza o Poupas, boneco que representava a criança de 5 anos, espectadora foco dos criativos, Clara Alvarez sugeriria o nome de André para uma das personagens e seria António Torrado quem se lembraria do nome de Ferrão para o mal disposto da série, o boneco que lembrava que a vida nem sempre é maravilhosa. Maria Emília Brederode Santos escolhia os 52 objetivos educativos que a série devia conter e organizava-os num alinhamento pedagógico que era entregue aos escritores e animadores ao qual Manuel Petróneo deu o nome doméstico de "Folha de Assentos". A equipa pedagógica e criativa esteve em Nova Iorque para escolher os segmentos de animação, bonecos manipulados e imagem real americanos que poderiam ser adaptados na série portuguesa e ainda para se dar conta do percurso de produção pelo qual o projeto teria de passar.
Durante dois anos, equipas de guionistas, animadores, tradutores, compositores e pedagogos, escreveram, desenharam, traduziram, musicaram, discutiram, corrigiram segmentos de estúdio, imagem real, canções e adaptações dos segmentos americanos. Ermelinda Duarte e Cláudia Cadima traduziram, António Feio dirigiu as dobragens e Ramón Galarza compôs e adaptou as músicas.
As gravações da parte de estúdio (neste formato todos os segmentos foram escritos, produzidos e realizados em Portugal) começaram depois de um workshop feito por Kermit Love ter escolhido os manipuladores dos bonecos Poupas e Ferrão. Luis Velez meteu-se na pele do Poupas e outros dois manipuladores meterem-se no barril do Ferrão. A equipa de actores incluía Fernanda Montemor, Vítor Norte, António Anjos (que faleceu imediatamente antes da exibição da 4ª e última série), Fernando Gomes, Pedro Wilson, Lucia Maria e Alexandra Lencastre que, em 1992, assinou pela SIC e foi substituída por Rita Loureiro na 4ª série. Manuel Varela foi o realizador da primeira série.
Um dos componentes fortes da série era a ligação com a África. O realizador da parte de imagem real, Ricardo Nogueira, liderou uma equipa que filmou durante dois meses nos cinco países de língua oficial portuguesa e dois meses em Portugal. Infelizmente, numa das filmagens para mostrar o rio Mondego, o helicóptero caiu tendo morrido uma parte da equipa, incluindo Helena Castanheira, uma das produtoras da série para os segmentos live action.
O produtor Manuel Petróneo, tendo formação em realização de desenhos animados, coordenava com a Opticalprint, de Mário Jorge, a produção e realização dos segmentos de animação. Foram criados storyboards originais, músicas e dobragens. No total, foram criadas 4 horas de filmes de animação, que representaram 1 hora por temporada. Em termos gerais, cerca de 60% da produção de cada série foi feita em Portugal.
Em 6 de Novembro de 1989 a "Rua Sésamo" estreia na RTP1, no horário de acesso ao Telejornal, repetindo de manhã. Foi exibida em todos os países africanos de língua oficial portuguesa, ensinando o abecedário com as letras K,Y,e W e muitas outras coisas úteis às crianças de 3 a 6 anos.
Por sete anos ouviu-se na RTP a canção "Vem brincar, traz um amigo teu...", do luso descendente Joe Raposo.
Durante a produção das quatro séries verificaram-se várias alterações dos profissionais que produziram e realizaram a "Rua Sésamo". Na segunda série João Aguiar lidera a equipa de escritores. Fernanda Cabral e Olga Toscano, José Poiares e Rui Nunes asseguraram a realização de outras séries. Manuel Petróneo e Maria Emília Brederode Santos mantiveram-se sempre como produtor e diretora pedagógica.
A série de televisão deu origem à edição de uma revista, várias coleções de livros e vários álbuns discográficos.

## Elenco

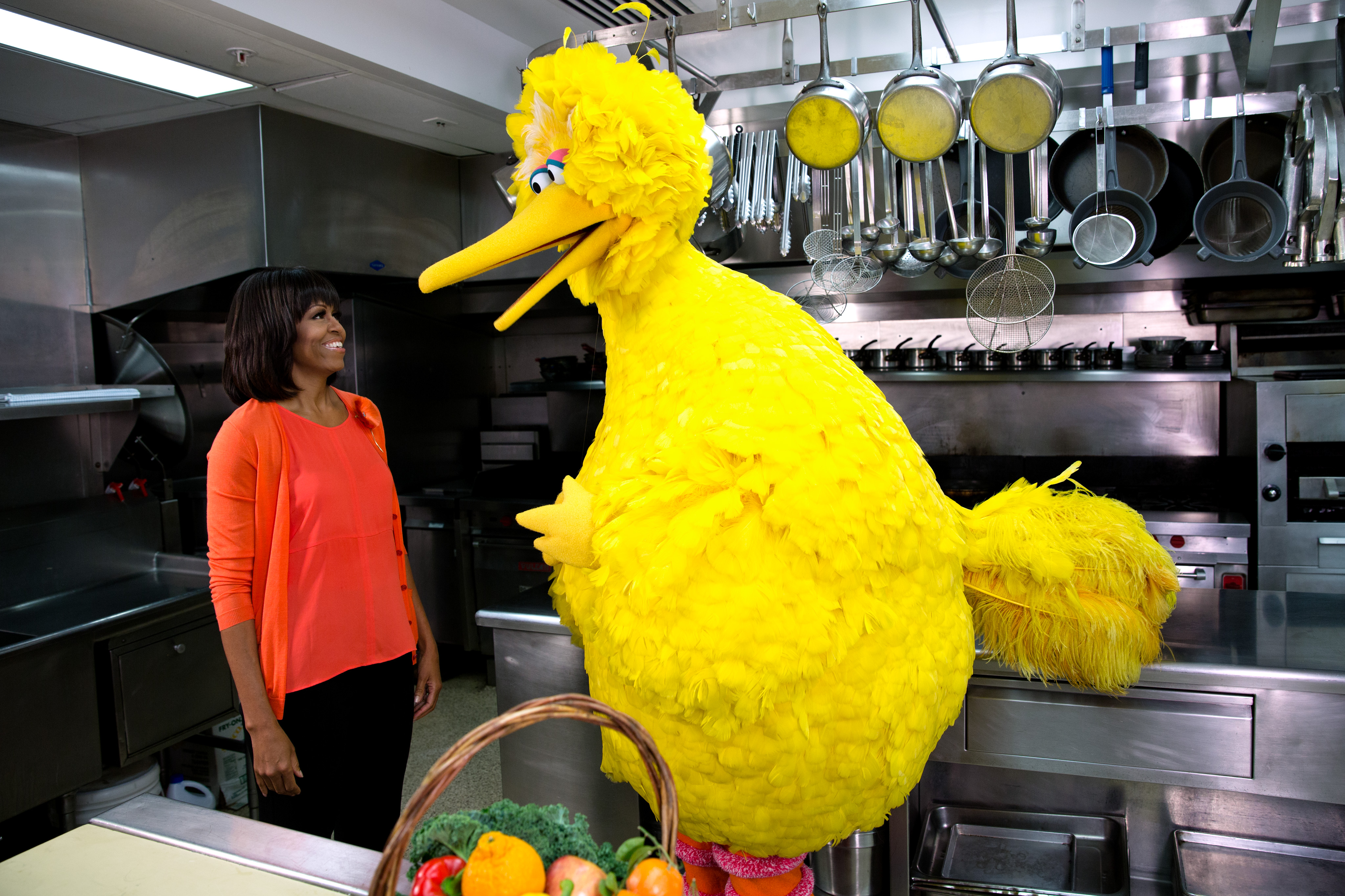
Poupas Amarelo

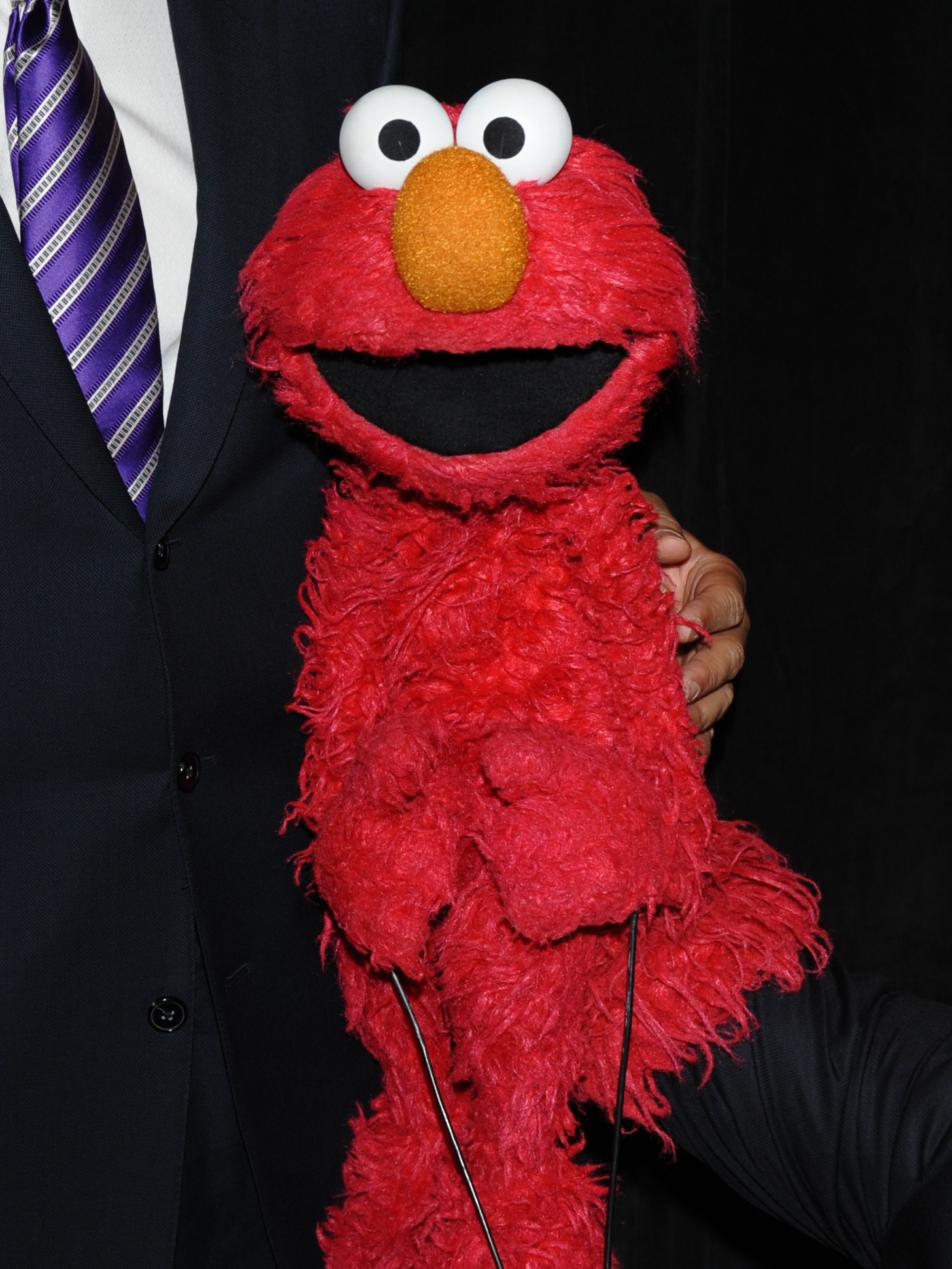
Simão

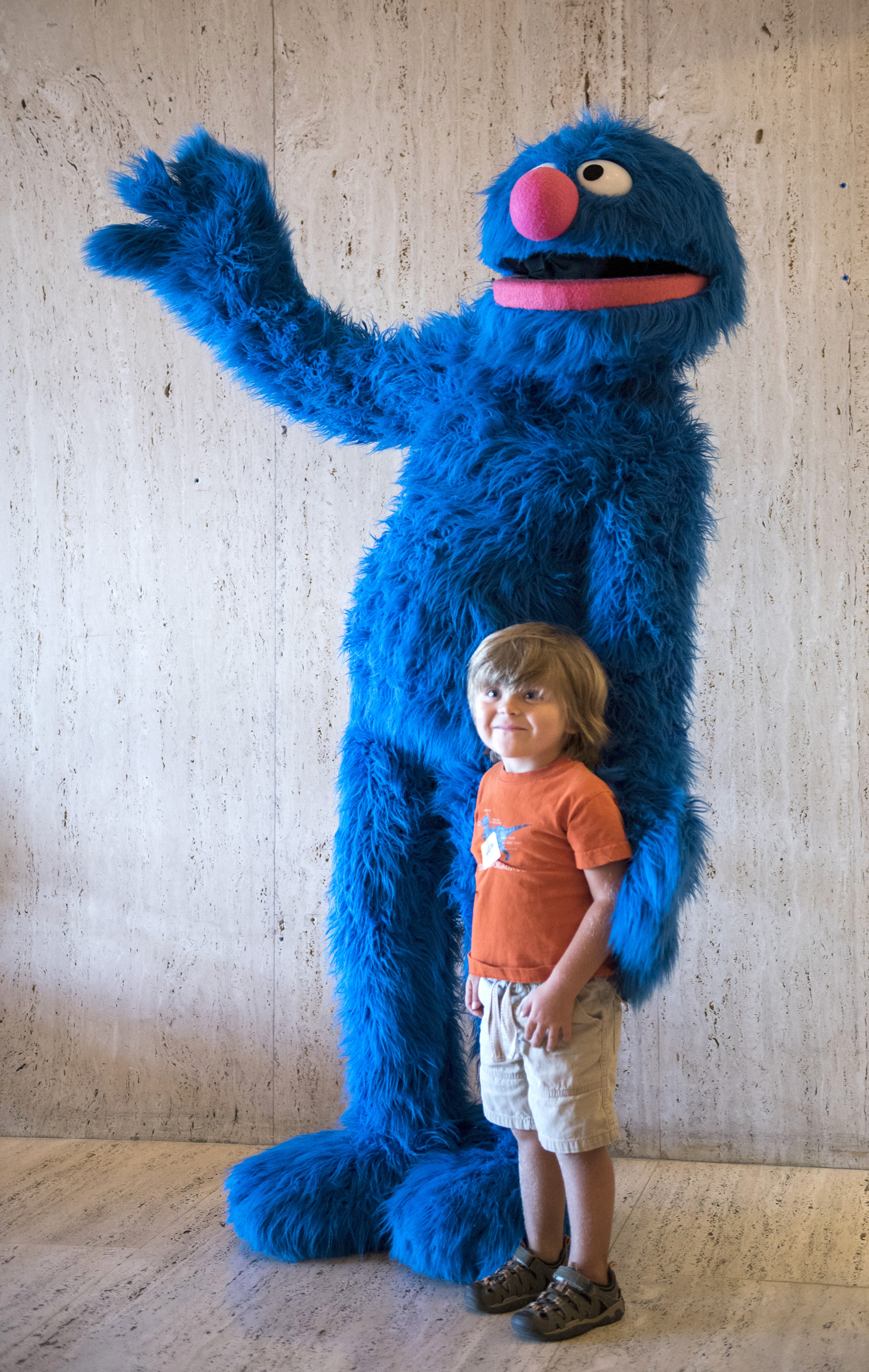
Gualter

Os atores que compuseram o elenco da Rua Sésamo foram:
- Luís Velez - Poupas
- Jorge David - Ferrão
- Ana Luís Martins - Carolina (4ª série)
- António Feio - Narrador (voz e direção de atores)
- Alexandra Lencastre - Guiomar (1ª, 2ª e 3ª série)
- António Anjos - Senhor Almiro
- Cláudia Cadima - Clementina/Rosinha/Glória (voz)
- Fernanda Montemor - Avó Chica
- Fernando Gomes - Zé Maria // Conde de Kontarr/Crespo (voz)
- José Jorge Duarte - Gualter/João Esquecido e o seu cavalo Crinas (voz)
- José Raposo - Canhoto/Birros (voz)
- José Pedro Gomes - Monstro das Duas Cabeças (voz)
- Lúcia Maria - Carolina (1ª, 2ª e 3ª série)
- Margarida Gama - Agapita Rosa
- Manuel Cavaco - Monstro das Bolachas/Telmo (voz)
- Miguel Guilherme - Monstro das Duas Cabeças (voz)
- Paula Velez - Gata Tita
- Pedro Wilson - Gil (1ª, 2ª e 3ª série)
- Ricardo Monteiro - António (4ª série)
- Rita Loureiro - Ana (4ª série)
- Rui de Sá - Egas (voz)
- Rui Paulo - Becas (voz)
- Vítor Norte - André (1ª, 2ª e 3ª série)

## Discografia
Os álbuns discográficos com as bandas sonoras da série televisiva Rua Sésamo foram editados em disco de vinil, CD e cassete.
- Canções da Rua Sésamo (1)
- Canções da Rua Sésamo (2)
- Canções da Rua Sésamo (3)
- Canções da Rua Sésamo (4)